# راينهارد ميركل
راينهارد ميركل (بالألمانية: Reinhard Merkel)‏ هو سباح وفيلسوف ألماني، ولد في 16 أبريل 1950 في ألمانيا الغربية.

## روابط خارجية
- راينهارد ميركل على موقع أوليمبيديا (الإنجليزية)